# Cyphostemma pseudosesquipedale
Cyphostemma pseudosesquipedale är en vinväxtart som beskrevs av B. Verdcourt. Cyphostemma pseudosesquipedale ingår i släktet Cyphostemma och familjen vinväxter. Inga underarter finns listade i Catalogue of Life.